# Загер
Загер (рум. Zagăr) — село у повіті Муреш в Румунії. Адміністративний центр комуни Загер.
Село розташоване на відстані 242 км на північний захід від Бухареста, 22 км на південь від Тиргу-Муреша, 91 км на південний схід від Клуж-Напоки, 108 км на північний захід від Брашова.

## Населення
За даними перепису населення 2002 року у селі проживали 964 особи.
Національний склад населення села:
| Національність | Кількість осіб | Відсоток |
| -------------- | -------------- | -------- |
| румуни         | 522            | 54,1%    |
| цигани         | 397            | 41,2%    |
| угорці         | 29             | 3,0%     |
| німці          | 16             | 1,7%     |

Рідною мовою назвали:
| Мова      | Кількість осіб | Відсоток |
| --------- | -------------- | -------- |
| румунська | 553            | 57,4%    |
| циганська | 368            | 38,2%    |
| угорська  | 27             | 2,8%     |
| німецька  | 16             | 1,7%     |